# Кем Њутон
Камерон Џерел Њутон (енгл. Cameron Jerrell Newton; Атланта, 11. мај 1989) професионални је играч америчког фудбала који тренутно игра у НФЛ лиги на позицији квотербека за екипу Каролина пантерса.